# مايك بينبيرثي
مايك بينبيرثي (بالإنجليزية: Mike Penberthy)‏ مواليد 29 نوفمبر 1974 في لوس غاتوس، هو لاعب كرة سلة أمريكي سابق. بدأ مسيرته الاحترافية في سنة 1997. يبلغ طوله 6 قدم 3 بوصة (1.9 م). اعتزل اللعب في 2012.

## المسيرة الاحترافية
لعب مع لوس أنجلوس ليكرز من سنة 2000 إلى 2002، ثم لعب مع باسكت نابولي من سنة 2002 إلى 2005، ثم لعب مع ألبا برلين في الدوري الألماني في موسم 2005–2006، ثم لعب مع أماتوري أوديني في موسم 2006–2007، ثم لعب مع بالاكانسترو ريجيانا في الدوري الإيطالي في سنة 2007.

## روابط خارجية
- مايك بينبيرثي على موقع إن بي أي (الإنجليزية)
- مايك بينبيرثي على موقع سبورتس رفرنس (الإنجليزية)
- مايك بينبيرثي على موقع كرة السلة الأوروبية.كوم (الإنجليزية)
- مايك بينبيرثي على موقع ريلجم (الإنجليزية)
- مايك بينبيرثي على موقع بروبوليرز (الإنجليزية)
- مايك بينبيرثي على موقع سبورتس رفرنس (الإنجليزية)
- مايك بينبيرثي على موقع سبورتس رفرنس (الإنجليزية)